# District de Cuiping
Le district de Cuiping (翠屏区 ; pinyin : Cuìpíng Qū) est un quartier de la ville de Yibin dans la province du Sichuan en Chine. La prison de Yibin se trouve dans ce district.

### Source
- (en) Laogai handbook